# Heinrich Cloos
Pour les articles homonymes, voir Cloos.
Heinrich Cloos est une personnalité politique suisse née en 1559 à Lucerne et morte le 6 ou 7 octobre 1629 dans cette même ville.

## Biographie
Heinrich Cloos siège au Grand Conseil du canton de Lucerne de 1583 à 1596, au Petit Conseil de 1596 à 1629. Il est avoyer les années impaires de 1623 à 1629. Il est bailli de Weggis de 1591 à 1593, bailli de l'Entlebuch de 1597 à 1599, bailli du Rheintal de 1603 à 1605.

## Liens
- Notice dans un dictionnaire ou une encyclopédie généraliste :   - Dictionnaire historique de la Suisse
- Notices d'autorité :   - VIAF
  - GND